# گلن کواگمایر

گلن کواگمایر

انسین گلن کواگمایر (به انگلیسی: Ensen Glenn Quagmire) یک شخصیت خیالی در مجموعه پویانمایی مرد خانواده می‌باشد. او یکی از همسایگان خانواده گریفن است. ست مک‌فارلن به جای گلن در این سریال، صحبت می‌کند. در طول مجموعه بیشتر از نام خانوادگی او برای خطاب قرار دادنش استفاده می‌شود.

## ویژگی‌ها
گلن خلبان هواپیماست اما در یکی از خاطرات پیتر گریفین از او به عنوان ملوان هم یاد می‌شود گلن فردی مجرد است که علاقه خاصی به خوش گذرانی و بودن در کنار زن‌های مختلف دارد و هیچوقت هم دوست ندارد همسری در زندگی اش انتخاب کند. شاخص‌ترین ویژگی او، اعتیادش به رابطه جنسی است. مهم‌ترین تکه کلام وی "giggity" است که در بیشتر قسمت‌های سریال از این تکه کلام استفاده می‌کند. گلن زیاد از لحاظ اخلاقی خوش سابقه نیست و علاوه بر اعتیاد به رابطه جنسی یک فقره قتل در قسمت ۳ فصل ۱۰ مرتکب شده و نامزد خواهر خود را به قتل رسانده.